# Штольпе (Шлезвіг-Гольштейн)
Штольпе (нім. Stolpe) — громада в Німеччині, розташована в землі Шлезвіг-Гольштейн. Входить до складу району Плен. Складова частина об'єднання громад Бокгорст-Ванкендорф.
Площа — 23,21 км2. Населення становить 1309 ос. (станом на 31 грудня 2020).

## Галерея

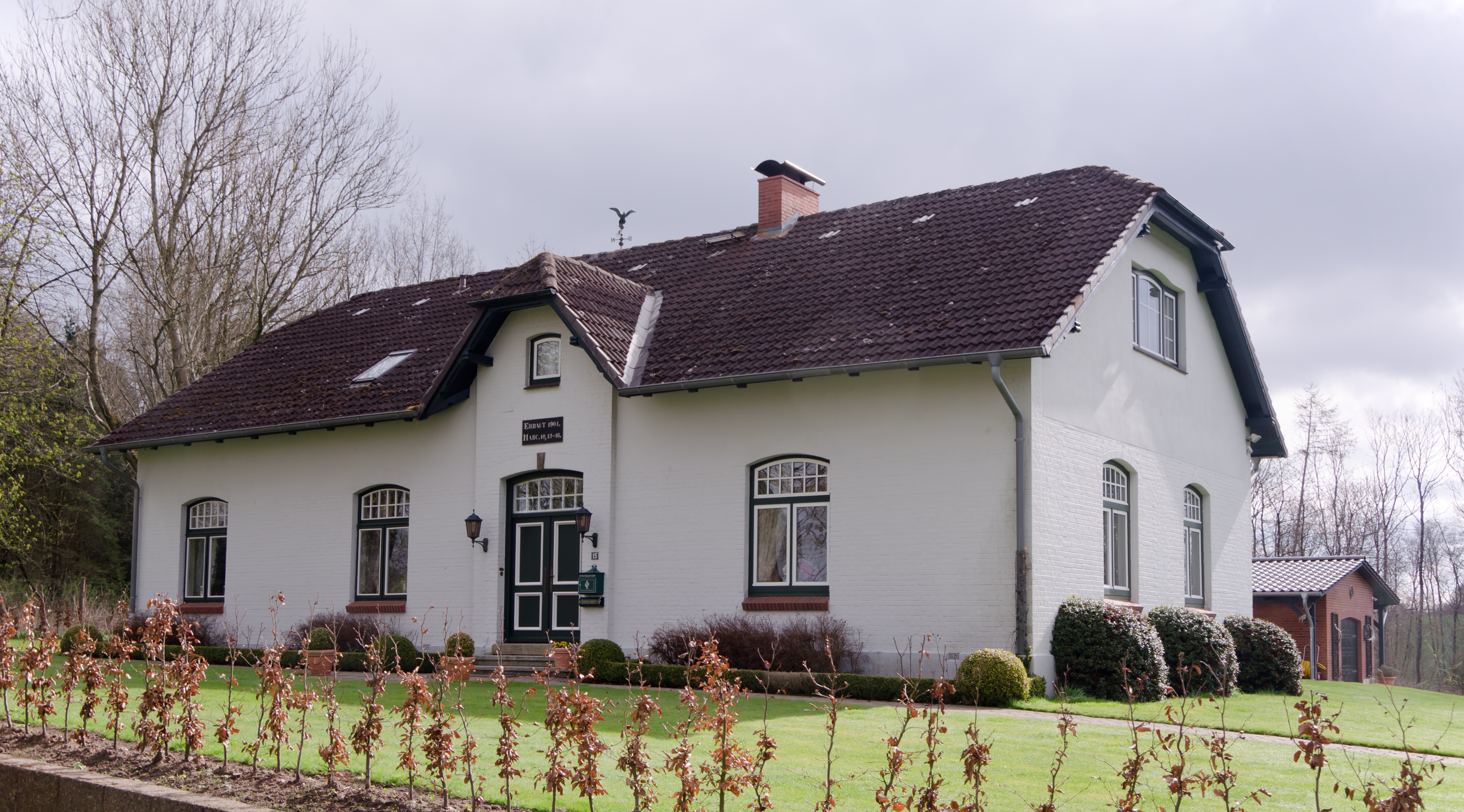